# South African Airways
South African Airways (Codi IATA: SA, OACI: SAA), va ser l'aerolínia més important de Sud-àfrica fins al seu tancament en Abril del 2020, en el que respecta tant a vols domèstics com internacionals. Amb els seus centres de connexions a Ciutat del Cap i Johannesburg, South African Airways és una de les poques aerolínies africanes de rellevància. No obstant això, la seva rendibilitat s'ha reduït recentment, i l'aerolínia va rebre un fons d'ajuda del govern al maig de 2007 per a complimentar la segona reestructuració des del 2004. També és coneguda en Afrikaans com "Suid-Afrikaanse Lugdiens" (SAL), encara que aquesta versió del nom no es pot apreciar en les seves aeronaus. El novembre de 2021, en un marc d'associació estratègica (SPF), signat durant una cerimònia en presència del president sud-africà Cyril Ramaphosa i el president de Kenya Uhuru Kenyatta. Kenya Airways i South African Airways treballaran ara juntes per "augmentar el trànsit de passatgers, les opcions de mercaderies i el comerç en general mitjançant la utilització de les forces de Sud-àfrica, Kenya i Àfrica", explica un comunicat.